# Tití de collar
El tití de collar (Cheracebus torquatus) és una espècie de primat de la família dels pitècids. Habita el bosc humit entre els rius Caquetá i Negre, a l'Amazònia, al nord-oest del Brasil, fins als 500 msnm.